# Herb powiatu iławskiego
Herb powiatu iławskiego – jeden z symboli powiatu iławskiego, ustanowiony 19 czerwca 2002.

## Wygląd i symbolika
Herb przedstawia na tarczy w polu błękitnym dwa skrzyżowane ze sobą złote pastorały, a między nimi siedem lilii. Pastorały biskupie, wzorowane na podstawie chorągwi diecezji pomezańskiej znanej z Chorągwi Krzyżackich Jana Długosza, nawiązują do historii ziem tworzących obecny powiat, których północna część wchodziła w skład biskupstwa pomezańskiego, natomiast południowa do biskupstwa chełmińskiego. Lilie symbolizują Najświętszą Marię Pannę, patronkę stolicy powiatu – Iławy. Ich liczba nawiązuje do siedmiu gmin tworzących powiat iławski.